# Gare de Saint-Égrève-Saint-Robert
Gare de Saint-Égrève-Saint-Robert vasútállomás Franciaországban, Saint-Égrève településen.

## Vasútvonalak
Az állomást az alábbi vasútvonalak érintik:
- Lyon-Perrache-Grenoble-Marseille-vasútvonal

## Kapcsolódó állomások
A vasútállomáshoz az alábbi állomások vannak a legközelebb:
- Gare de Grenoble (Gare de Marseille-Saint-Charles)
- Gare de Voreppe (Lyon-Perrache pályaudvar)